# International Society for Pharmacoepidemiology
Die von Stanley A. Edlavitch 1989 während der 5. International Conference on Pharmacoepidemiology in Minneapolis offiziell gegründete International Society for Pharmacoepidemiology (ISPE) ist die derzeit einzige international agierende Gesellschaft, welche die Belange der Pharmakoepidemiologie und Pharmakovigilanz vertritt. Sie hält regelmäßige Jahrestagungen ("International Conference on Pharmacoepidemiology and Drug Safety" kurz "ICPE") ab und hat ihren Sitz in Bethesda (Maryland), USA.
Die 35. International Conference on Pharmacoepidemiology and Therapeutic Risk Management (ICPE) fand 2019 in Philadelphia statt. Das nächste Mid–Year Meeting sollte vom 18. bis 21. April in Orlando (Florida) stattfinden, wurde aber wegen der COVID-19-Pandemie abgesagt. Auch die 36. ICPE, geplant vom 26. bis zum 30. August 2020 im Hotel Estrel in Berlin, wurde wegen der Covid-19-Pandemie abgesagt. Stattdessen wurde eine virtuelle Konferenz durchgeführt. Das Mid-Year Meeting 2021 sollte in Reykjavik, Island vom 18. bis 20. April stattfinden. Eine erste regionale Konferenz für Afrika in Accra wurde wegen der Covid-19-Pandemie auf die Zeit vom 12. bis 14. Juli 2021 verlegt. Die 37. ICPE war für die Zeit vom 21. bis 25. August 2021 in Seattle, Washington, USA geplant. Abstracts für die 37. ICPE konnten bis zum 12. Februar 2021 bei der ISPE eingereicht werden. Die 38. ICPE ist für den 24. bis 28. August 2022 im Bella Center in Kopenhagen, Dänemark geplant. Abstracts für die Tagung können bis zum 27. Februar 2022 eingereicht werden. Die Teilnahme ist anlässlich der COVID-19-Pandemie auch virtuell möglich.
In Kooperation mit der koreanischen Gesellschaft für Pharmakoepidemiologie und Risikomanagement (KoPERM) war eine Tagung vom 13. bis 15. Oktober 2021 in Seoul geplant. Das Mid-Year-Meeting 2023 findet in Reykjavik (Island) statt.
Mitglieder der ISPE kommen aus den Bereichen Hochschulforschung (Pharmakologie, Pharmazie, Epidemiologie), Pharmazeutische Industrie, Instituten der Auftragsforschung bei der Arzneimittelentwicklung und staatlichen Institutionen wie zum Beispiel Food and Drug Administration, EMA, BfArM und Robert Koch-Institut, die unter anderem auch an der Zulassung von Arzneimitteln beteiligt sind. Derzeit sind Mitglieder aus 53 Nationen in der ISPE vertreten. Das internationale Journal Pharmacoepidemiology and Drug Safety ist die offizielle Fachzeitschrift der Gesellschaft und über MEDLINE zugänglich. Der aktuelle Newsletter Scribe ist über die offizielle Webseite der Gesellschaft verfügbar. Derzeitiger Präsident der Gesellschaft ist Olaf Klungel aus dem Institute for Pharmaceutical Sciences der Universität Utrecht. Executive Secretary ist James Vrac, CAE. Mark H. Epstein ist Executive Secretary Emeritus, Lifetime Emeritus ist Stanley A. Edlavitch.
Die Programme der früheren Tagungen und die Postertitel stehen im Internet zur Verfügung.